# Сражение у Шубрахита
Сражение у Шубрахита (Шебрейса) — боевое столкновение между французской армией и войском мамлюков, произошедшее 13 июля 1798 года. Сражение закончилось поражением мамлюков, в беспорядке покинувшими поле боя и бросившими всю свою артиллерию.

## Предыстория
Высадившись в Египте в ночь на 2 июля 1798 года, французские войска Наполеона Бонапарта в тот же день захватили Александрию. После того, как 4 июля известия об этом достигли Каира, мамлюкские беи, прочие эмиры, а также улемы и кади собрались для обсуждения сложившейся ситуации. На совете одному из вождей мамлюков Мурад-бею было поручено собрать войско и сразиться с французами. Спустя пару дней воины Мурад-бея выступили в поход навстречу армии Наполеона.
После взятия Александрии французы начали продвижение к Каиру. 11 июля все пять выступивших на столицу Египта французских дивизий собрались в городе ар-Рахманийа (Романие). Из данных разведки Наполеон узнал, что к деревне Шубрахит, расположенной примерно в восьми милях к югу от ар-Рахманийи, приближается войско Мурад-бея в составе 3—4 тысяч всадников, нескольких тысяч пехотинцев и боевой флотилии. Оценив обстановку, французский командующий решил направить свою армию на Шубрахит и сразиться там с силами мамлюкских беев. В соответствии с планом Наполеона, экспедиционные войска продолжили своё продвижение на юг.

## Сражение
Французская армия подошла к Шубрахиту перед рассветом 13 июля. После того, как французы остановились неподалёку от деревни, Наполеон приказал каждой из своих дивизий выстроиться в каре, глубина построения которого составляла шесть рядов. Немногочисленная кавалерия и обоз экспедиционной армии были помещены внутрь каре, а артиллерия расположилась по углам боевых порядков. Всего под командованием Наполеона находилось 20 тысяч человек. Перед вторжением в Египет Бонапарт изучил особенности русско-турецких войн, и пришёл к выводу, что каре является наиболее эффективным средством для противодействия восточной коннице.
В состав французских войск входили пять дивизий, которыми командовали генералы Бон, Виаль, Дезе, Дюга и Ренье. Французы также располагали речной Нильской флотилией, которой командовал капитан Жан Батист Перре. Не считая транспортов, Нильская флотилия включала в себя шебеку Le Cerf (рус. Олень), галеру и три канонерских лодки. Флагманским кораблём Перре была шебека Le Cerf.

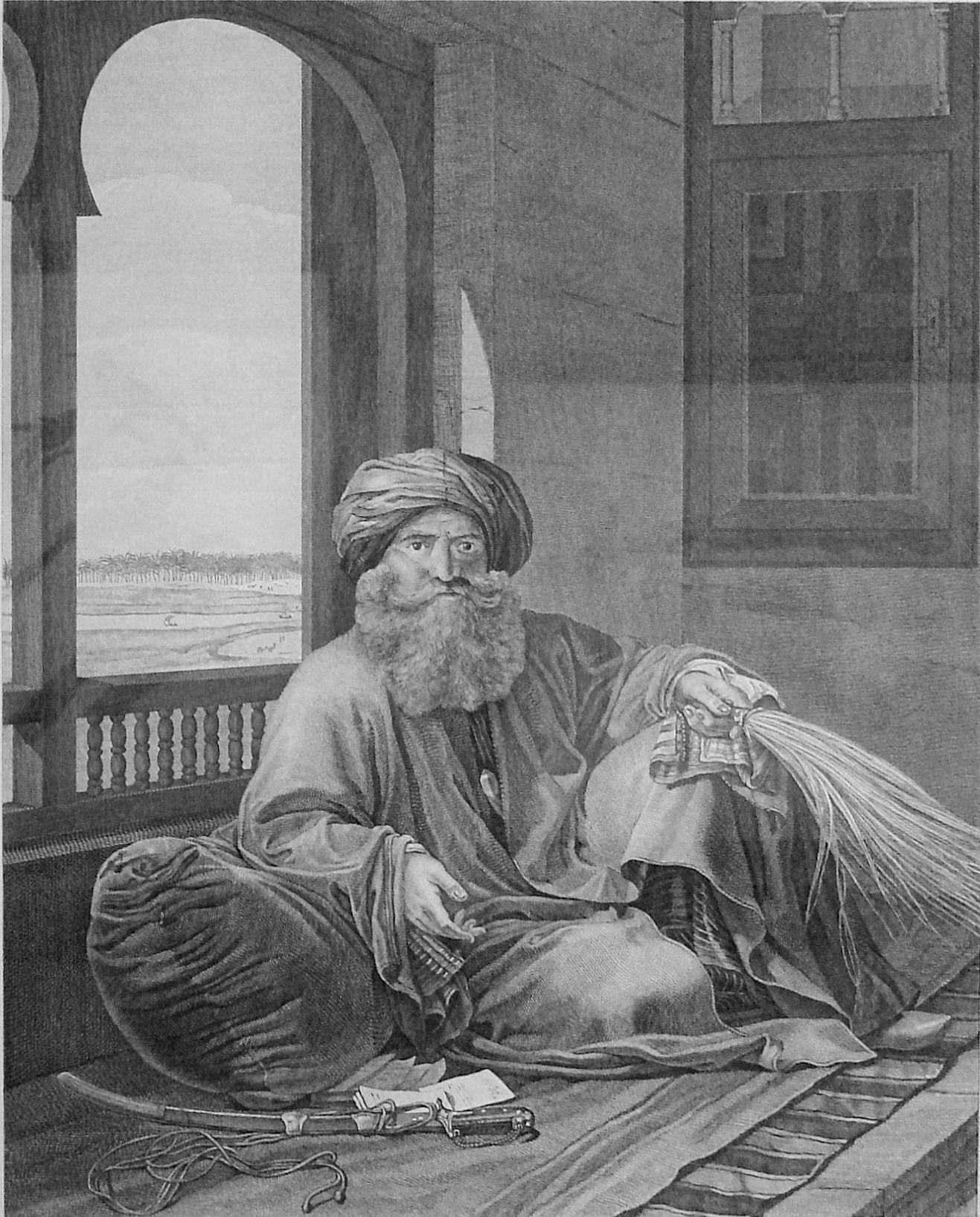
Мурад-бей, предводитель войска мамлюков

С восходом солнца на горизонте появилось войско Мурад-бея, состоявшее из 3—4 тысяч конных мамлюков и 10 тысяч пехотинцев (мобилизованных феллахов, большинство из которых было вооружено лишь дубинами, и слуг мамлюков). Со стороны Нила египетских воинов прикрывала флотилия из семи канонерских лодок, управляемых греческими моряками. По воспоминаниям Николя Филибэра Девернуа, роскошные одеяния и богато украшенное оружие мамлюков произвели большое впечатление на французских солдат, мысли которых отныне были сосредоточены на военной добыче.
Перед сражением Мурад-бей невысоко оценивал силу наполеоновских войск: когда за несколько дней до первого столкновения с французами ему донесли, что у экспедиционной армии практически нет кавалерии, он громко рассмеялся и принялся похваляться, что будет резать головы чужеземцев как арбузы. Тем не менее, вид французских каре немало озадачил Мурад-бея: в течение почти трёх часов мамлюки лишь гарцевали небольшими группами вокруг монолитных построений французов, пытаясь нащупать слабое место в боевых порядках армии Наполеона. Наконец, между 8 и 9 часами утра завязалась артиллерийская дуэль между столкнувшимися на Ниле флотилиями враждующих сторон. Вскоре после этого конница Мурад-бея наконец устремилась в атаку на французские войска.

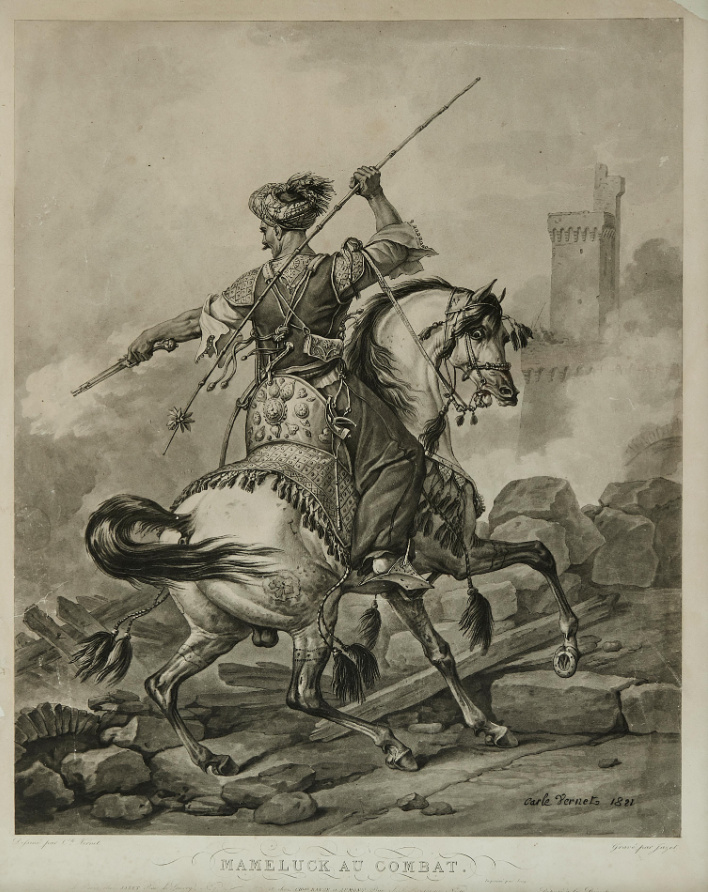
Мамлюк

Как только мамлюки оказались в зоне поражения каре, французы открыли сильный огонь из стрелкового оружия и артиллерийских орудий, решительно отразив первый натиск египтян. Несмотря на полученный отпор, мамлюкская конница продолжала атаковать экспедиционную армию, бросаясь то на одно, то на другое каре, но французы всякий раз хладнокровно отбрасывали воинов Мурад-бея. Так продолжалось около часа, после чего беи отступили на исходные позиции. Тогда же Наполеон приказал войскам перейти в наступление, чтобы оказать содействие французским военно-морским силам, попавшим в критическую ситуацию.
В сражении на реке первоначально события складывались для мамлюков более удачно: решительные действия египетской флотилии вынудили Перре вскоре после начала боя приказать экипажам галеры и двух канонерских лодок покинуть свои корабли, которые впоследствии были захвачены османскими моряками. Оставшиеся в распоряжении Перре суда продолжали подвергаться обстрелу сразу с нескольких сторон — по французам вели огонь не только корабли поддерживавшей мамлюков флотилии, но и оборудованная беями у Шубрахита артиллерийская батарея, а также находившиеся на обоих берегах Нила феллахи и бедуины, которые пустили в ход всё имевшееся у них огнестрельное оружие. Положение французских военно-морских сил становилось угрожающим, но в разгар боя флагману Перре удалось метким выстрелом попасть в пороховой погреб головного египетского корабля, который тотчас же взлетел на воздух.
Эта неудача породила панику среди мусульман — как на земле, так и на воде. Непосредственно перед уничтожением флагмана египетской флотилии мамлюкская конница готовилась повторно атаковать французские каре. Завидев гибель головного корабля, Мурад-бей оказался объят ужасом и обратился в бегство. Прочие мамлюки тут же последовали примеру своего предводителя. Обратившись в бегство, Мурад-бей бросил на поле боя артиллерийские орудия и тяжёлое снаряжение своего войска. Приведённые беями пехотинцы, в свою очередь, сели на лодки и поплыли по направлению к Каиру.
Вскоре после бегства мамлюков французы заняли Шубрахит, не встретив никакого сопротивления.

## Последствия
В сражении у Шубрахита французская армия потеряла 20 человек убитыми (на кораблях флотилии Перре), в то время как урон мамлюкских беев составил около тысячи убитых и раненых воинов. Артиллерийские орудия и обоз войска Мурад-бея были захвачены французами (кроме того, после боя солдаты Наполеона активно занялись мародёрством, собирая с тел убитых или раненых мамлюков золотые монеты, ювелирные украшения и дорогостоящее оружие).
Столкновение у Шубрахита ясно показало французам, что на поле боя мамлюки не представляют для них особенной опасности. Храбрость и индивидуальное мастерство мамлюкской конницы не смогли нивелировать подавляющее превосходство французской армии в тактике ведения боя и огневой мощи. Тем не менее, войскам Наполеона не удалось отрезать египтянам пути к отступлению, в результате чего большей части сил Мурад-бея удалось выйти из-под удара французов. Бонапарт был взбешён этим обстоятельством, и потому отдал приказ продолжить наступление вглубь египетской территории.
Вскоре новости о поражении мамлюков достигли Каира, усилив беспокойство жителей столицы Египта. 16 июля Мурад-бей появился в селении Эмбаба на западном берегу Нила и отдал распоряжение начать возведение линии укреплений от Эмбаба до Баштила.

## Комментарии
1. ↑  На момент высадки в Египте французскими дивизиями командовали генералы Бон, Дезе, Клебер, Мену и Ренье. Однако, поскольку Клебер и Мену были ранены при штурме Александрии, руководство подразделением Мену принял на себя Виаль, Клебера — Дюга.

## Воспоминания
- Наполеон Бонапарт. Египетский поход. — СПб.: Азбука, 2000. — 432 с. — ISBN 5-267-00349-2.